# Drepananthus obtusifolius
Drepananthus obtusifolius är en kirimojaväxtart som först beskrevs av Odoardo Beccari och Rudolph Herman Scheffer och som fick sitt nu gällande namn av Siddharthan Surveswaran och Richard M.K. Saunders.
Drepananthus obtusifolius ingår i släktet Drepananthus och familjen kirimojaväxter. Inga underarter finns listade i Catalogue of Life.